# Lovell Augustus Reeve

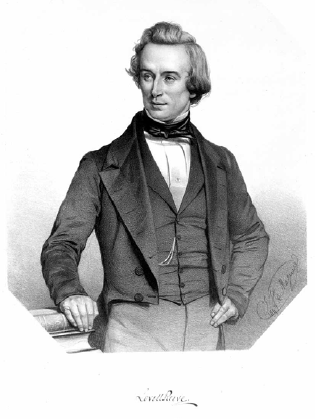
Lovell Reeve, Lithografie von Thomas Herbert Maguire (1821–1895) aus dem Jahr 1849

Lovell Augustus Reeve (*  19. April 1814 in Ludgate Hill, London; † 18. November 1865 in Covent Garden, London) war ein britischer Malakologe und Verleger. Sein Verlag Lovell Reeve & Co. bestand bis 1980. Reeve ist der Erstbeschreiber zahlreicher Muschelarten.

## Leben und Wirken
Reeve war ein Sohn von Thomas Reeve (1758–1833) und dessen zweiter Frau Fanny Lovell (1783–1869). Nach seiner Schulausbildung in Stockwell begann Reeve im Alter von dreizehn Jahren eine Lehre bei Francis Graham, einem Lebensmittelhändler in Ludgate Hill. Im Geschäft seines Lehrmeisters zeigte ihm ein Seemann Kaurimuscheln, die Reeve für ein paar Pence erwarb. Diese zufällige Begegnung löste Reeves lebenslanges Interessen an der Conchologie aus. Etwa ab 1831 war John Edward Gray sein Lehrer. 1833 erhielt Reeve eine Woche Urlaub um am Treffen der British Association for the Advancement of Science in Cambridge teilzunehmen. Seine Ausbildung endete 1835, wahrscheinlich an seinem 21. Geburtstag. Am 26. Mai 1835 verlas Reeve auf dem Treffen der Zoological Society of London einen kurzen Aufsatz über eine Art der Muschelgattung Lucina aus dem seine erste Veröffentlichung resultierte.
Reeve heiratete am 12. Oktober 1837 Eliza Baker (1811–1852), eine Tochter von  Thomas und Elizabeth Baker aus Ludgate Hill. Mit ihr hatte er vier Kinder: Eliza (1839?–?), Alice (1845?–?), Jessie (1847?–?) und John Lovell (1848–1928). Nach ihrem Tod heiratete Reeve am 9. Januar 1854 in Docking Martha Reeve († 1891), eine Tochter von Stephen Reeve aus Heacham. Diese Ehe blieb kinderlos.
Nach dem Verkauf einer günstig in Rotterdam erworbenen, von den Molukken stammenden Muschelsammlung eröffnete Reeve ein Geschäft in der in King William Street (Strand). Dort verkaufte er Naturobjekte und war als Verleger naturhistorischer Bücher tätig. Etwa 1848 verlegte Reeve sein Geschäft in die Henrietta Street (Covent Garden).
Von 1843 bis 1878 erschien Conchologia iconica mit 27.000 Abbildungen auf 2727 farbigen Tafeln (mit 281 Monographien zu 289 Gattungen). Viele der von ihm erstellten Arten hielten allerdings späteren Revisionen nicht stand. Das Buch war für Conchyliensammler konzipiert und er wurde dabei von George Brettingham Sowerby II unterstützt.
1850 bis 1856 war er Herausgeber und Besitzer der Literary Gazette. Er war Herausgeber der Literary papers by … Prof. E. Forbes (London 1855), des The Stereoscopic Magazine (1858–1865) über Stereoskopie und von Portraits of Men of Eminence (2 Bände, von Edward Walford fortgesetzt).

## Ehrungen
1835 wurde Reeve zum Mitglied der Zoological Society of London gewählt. 1841 wurde er von Sauveur Abel Aubert Petit de la Saussaye als Mitglied Nummer 229 der Société Cuvierienne vorgestellt. 1842 wurde Reeve zunächst als „Associate“ und im Dezember 1846 schließlich zum  Mitglied „Fellow“ der Linnean Society of London gewählt. Am 23. März 1853 wurde er Mitglied der Geological Society of London.
Reeve war korrespondierendes Mitglied des Lyceum of Natural History in New York City, der Academy of Natural Sciences  in Philadelphia, der Gesellschaft für Naturkunde in Württemberg und der Zoologisch-Botanische Gesellschaft in Wien.

## Schriften (Auswahl)
Bücher
- Conchologia systematica, or Complete system of conchology. 2 Bände, Longman, Brown, Green and Longmans, London 1841–1842 (Digitalisat).
- Conchologia iconica, or, Illustrations of the shells of molluscous animals. 20 Bände, London 1843–1878 (Digitalisat).
- The conchologist’s nomenclator. A catalogue of all the recent species of shells included under the subkingdom ‘Mollusca’ with their authorities. Reeve Brothers, London 1845 (Digitalisat) – als Mitautor von Agnes Catlow (1807?–1889).
- Letter to the Earl of Derby, on the management, character and progress of the Zoological Society of London. London 1846 (Digitalisat).
- Initiamenta conchologica, or, Elements of conchology. 10 Teile, Reeve Brothers, London 1846–1849 (Digitalisat).
- Elements of conchology; An introduction to the natural history of shells and of the animals which form them. 2 Bände, Reeve, London 1860 (Digitalisat).
- The land and freshwater mollusks indigenous to, or naturalized in, the British Isles. Reeve & Co., London 1863 (Digitalisat).

Als Herausgeber
- Synopsis of British seaweeds, compiled from Professor Harvey’s Phycologia Britannica. Lovell Reeve, London 1857 (Digitalisat).
- Portraits of men of eminence in literature, science, and art, with biographical memoirs. Lovell Reeve & Co., London 1863–1864 (Band 1, Band 2).

Weitere Veröffentlichungen
- [Descriptions of two species of shells.] In: Proceedings of the Zoological Society of London. Teil 3, 1835, S. 68 (Digitalisat).
- Mollusca. In: Arthur Adams (Hrsg.): The Zoology of the voyage of H.M.S. Samarang; under the command of Captain Sir Edward Belcher, C.B., F.R.A.S., F.G.S. during the years 1843–1846. Reeve, Benham, and Reeve, London 1848–1850 (Digitalisat) – mit Arthur Adams.
- Account of the shells collected by Captain Sir Edward Belcher, C.B., North of Beechey Island. In: Edward Belcher: The last of the Arctic voyages: being a narrative of the expedition in H.M.S. Assistance, under the command of Captain Sir Edward Belcher, C.B., in search of Sir John Franklin, during the years 1852–53–54: with notes on the natural history. Band 2, Lovell Reeve, London 1855, S. 392–399 (Digitalisat).
- Notes of a photographic expedition. In: John Mounteney Jephson: Narrative of a walking tour in Brittany. Lovell Reeve, London 1859 (Digitalisat) – Anmerkungen in Form von Fußnoten.